# Witamy w Mooseport
Witamy w Mooseport (ang. Welcome to Mooseport) – amerykańska komedia z 2004 roku w reżyserii Donalda Petriego. Był to ostatni film, w którym wystąpił Gene Hackman – po udziale w nim aktor zakończył karierę. Zdjęcia kręcono w kanadyjskiej prowincji Ontario.
Film otrzymał negatywne oceny od krytyków. Serwis Rotten Tomatoes przyznał mu wynik 13%.

## Obsada
- Ray Romano – Harold „Handy” Harrison
- Gene Hackman – Monroe „Eagle” Cole
- Maura Tierney – dr Sally Mannis
- Marcia Gay Harden – Grace Sutherland
- Rip Torn – Bert Langdon
- Christine Baranski – Charlotte Cole
- Fred Savage – Will Bullard
- Wayne Robson – Morris Gutman
- Reagan Pasternak – Mandy Gutman
- John Rothman – Stu
- June Squibb – Irma
- Jim Feather – Reuben
- Edward Herrmann – Avery Hightower

## Fabuła
Były prezydent USA, Monroe Cole, po zakończeniu kadencji osiedla się w małym i spokojnym miasteczku Mooseport. Otrzymuje tu propozycję objęcia funkcji burmistrza. Cole początkowo ją przyjmuje. Sytuacja komplikuje się, gdy okazuje się, że do fotela włodarza miasta zamierza kandydować miejscowy hydraulik i właściciel małego sklepiku Handy Harrison. Informacja ta przedostaje się do mediów, więc prezydent zmuszony jest stanąć do wyborczej walki. Emocje potęguje fakt, iż Cole jest zauroczony narzeczoną Handy’ego, panią doktor weterynarii Sally.